# Тартаругалзиньо
 Тази статия е за града в Бразилия.  За едноименната река вижте Тартаругалзиньо (река).  
Тартаругалзиньо (на португалски: Tartarugalzinho) е град — община в източната част на бразилския щат Амапа. Общината е част от икономико-статистическия микрорегион Амапа, мезорегион Северна Амапа. Населението на общината към 2010 г. е 12 435 души, а територията е 6711.950 km2 (1,85 д./km²).

## История
Тартаругалзиньо получава статут на община на 17 декември 1987 г., по силата на закон № 7639. Според разказите на по-възрастните жители, първото селище в района се е казвало Тартаругал Гранди (от Тартаруга – костенурка), намирало се някога на брега на едноименната река. Но поради факта че по протежението на реката има много водопади, затрудняващи плаването по нея, това кара някои от жителите да се преместят на друго място, край един от притоците на Тартаругал Гранди, което наричат Тартаругалзиньо. С преместването остават решени проблемите с транспорта, както на хора, така и на животни.
Произходът и развитието на града са свързани с географското му положение като междина точка на междущатската магистрала BR-156, с предоставянето на услуги, включително храна, гориво и продажба на различни продукти. В този контекст се подчертава развитието на животновъдството като една от основните производствени бази на общината.
С откриването на злато край града, се наблюдава една промяна в традиционния начин на живот на хората, със значителни последици върху населението, качеството на околната среда и икономическия и социалния живот. Друг фактор, отговорен за увеличението на населението през последните години е откриването на AMCEL, предприятие за добив на борова дървесина, заместен по-късно от мултинационалната корпорация – също в целулозния сектор – Chamflora.

## География
Според данните от преброяването от 2010 г., населението на общината възлиза на 12.435 жители, като близо половината е селско население. Територията на общината е 6.711,95 km², с което средната гъстота на населението възлиза на 1,85 д./km². Тези данни, сравнени с показателите от предишното преброяване (2000), показват че населението се е увеличило със 74,62% в общината.
Граничи с общините Пракууба север и северозапад, с Амапа на североизток, с Кутиас на югоизток и с Ферейра Гомис на югозапад.

## Икономика
Икономиката се основава на аграрния сектор; отглеждат се крави, биволи и свине. Земеделието се характеризира с традиционни култури, като маниока и портокали. Практикува се и риболов в района на езерото Лаго Ново.
С откриването на Champion, компания, посветена на култивирането на евкалиптови насаждения за целулозно-хартиената промишленост, е налице значителен напредък в сектора на промишлеността в района.
Въпреки това общината е силно зависима от Фонда за общинско участие (FPM).
Тартаругалзиньо се стреми да разшири своята производствена база, обръщайки се към екотуризма.
На територията на общината се помещава един природен резерват за развъждане на костенурки, както и райони, подходящи за еко-турове и спортен риболов. Според Държавния секретариат на околната среда – SEMA – къпането в езерата край града е опасно поради високите нива на живак установени във водата.

## Образование
Сред проектите на Плана за развитие на образованието, към бразилското Министерство на образованието, възложен на INEP (Национален институт за образователни изследвания), в Северния регион на страната, щат Амапа, обществените градски училища на територията на Тартаругалзиньо, през 2005 г. получават следната оценка по IDEB (Индекс на развитие на основното образование):
| IDEB оценка, училище и място | IDEB оценка, училище и място                   | IDEB оценка, училище и място |
| ---------------------------- | ---------------------------------------------- | ---------------------------- |
| Оценка                       | Училище                                        | Място                        |
| 2,8                          | Щатско училище Проф. Мария Жозе ди Назаре Лима | 121º                         |
| 2,4                          | Общинско училище Аналиси Масиел ди Жезус       | 131º                         |